# Mariano Ignacio Prado

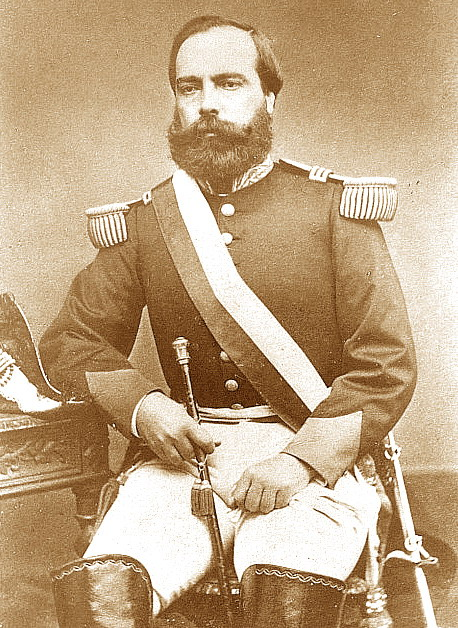
Manuel Ignacio Prado

Prado in einer zeitgenössischen Zeitung

Mariano Ignacio Prado Ochoa (* 18. Juli 1826 in Huánuco, Peru; † 5. Mai 1901 in Chorrillos) war von 1865 bis 1868 und 1876 bis 1879 peruanischer Staatspräsident.

## Leben
Am 18. Juli 1826 in Huánuco geboren, trat er 1854 in die Armee ein. Bald darauf wurde er wegen Kritik an der Regierung José Rufino Echeniques nach Chile verbannt. 1855 kämpfte er unter Ramón Castilla in der liberalen Revolution von 1855. Im Jahr 1858 wurde er Präfekt von Arequipa und Abgeordneter Huánucos im Nationalkonvent.
Prado initiierte am 28. Februar in Arequipa einen Aufstand gegen die Unterzeichnung des Vivanco-Pareja Vertrages.
Am 25. April 1865 stürzte er die Regierung des verfassungsmäßigen Präsidenten General Juan Antonio Pezets und rief sich zum Obersten Führer der Republik aus. Nach zwei Monaten überließ er die Führung des Staates Pedro Díez-Canseco, um an den Präsidentschaftswahlen dieses Jahres teilzunehmen, die er auch gewann. Während seiner Regierung fand am 2. Mai 1866 im Spanisch-Südamerikanischen Krieg die Schlacht von Callao statt und die, später von Pedro Díez-Canseco annullierte, Politische Staatsverfassung von 1868 wurde verabschiedet. Am 5. August 1868 trat er wegen Drucks seitens des Republikanischen Kongresses zurück.
Am 2. August 1876 wurde er erneut Präsident Perus und folgte Manuel Pardo in diesem Amt. Die Regierungszeit war von einer Wirtschaftskrise und dem Salpeterkrieg überschattet. Nach militärischen Niederlagen begab er sich nach Europa, um Waffen für die Armee zu kaufen. Er kehrte erst nach Beendigung des Salpeterkrieges gemeinsam mit Francisco García Calderón aus Europa zurück.
Am 5. Mai 1901 starb Prado in Chorrillos.